# Владек, Барух
Барух Чарни Владек (англ. Baruch Charney Vladeck, первоначальное имя — Барух Нахман Чарни (англ. Baruch Nachman Charney), при рождении Борух Вольфович Чарный, позже — Чёрный; 13 января 1886, местечко Дукора, Минская губерния — 30 октября 1938, Нью-Йорк) — деятель еврейского социалистического движения, активист Бунда, американский профсоюзный лидер, поэт и прозаик на идише, литературовед, редактор, менеджер ежедневной газеты Форвертс (идиш) в течение двадцати лет и член городского совета Нью-Йорка.

## Биография

### Ранние годы
Борух Чарный родился 13 января 1886 года в Дукоре, Игуменского уезда Минской губернии. Его родителями были Вольф Чарный и Броха, урождённая Гурвич. Отец, глубоко религиозный любавичский хасид, умер в 1889 году, оставив мать вдовой с пятью сыновьями (Борух был четвёртым) и дочерью. Двое его старших братьев также добились известности: это литературный критик Шмуэль Нигер и поэт, писавший на идише, Даниил Чарни. Борух был самоучкой, самостоятельно готовился к сдаче экзаменов экстерном за курс гимназии, изучая еврейские и светские науки.
В 1903 году под впечатлением от Кишинёвского погрома Борух стал членом социалистической сионистской организации Поалей Цион («Рабочие Сиона»). В 1904 году Борух был арестован в Минске за ведение занятий в кружке революционного образования для рабочей молодежи и в результате этого первого ареста был заключен в тюрьму по одним сведениям на 6 месяцев, по другим на восемь. Залог за его освобождение внесли бундовцы и, выйдя на свободу, Борух Чарны стал членом Еврейского Трудового союза «Бунд». В 1905 году его снова арестовали и ему грозила длительная ссылка в Сибирь, от которой его спасла политическая амнистия. В период революционного подъёма 1905—1906 годов Борух организовывал забастовки. Его выступления на митингах столь прославили молодого революционера, что он получил прозвище «второй Лассаль».
В конце 1905 года Борух выполнял партийные задания на территории Царства Польского — в Лодзи, Варшаве и Люблине. Там он действовал под партийной кличкой Владек, открытое использование его настоящего имени было опасным для него, и могло создать трудности для членов его семьи. Псевдоним «Владек» стал в дальнейшем его фамилией, и оставался таковым вплоть до конца его жизни.
К этим годам относятся первые литературные опыты Владека. В 1906 году он опубликовал в бундовской газете «Фолксцайтунг» своё первое произведение — «Дер балебос ун ди революционере югнт (а брив фун провинцие)» (идиш, «Хозяин и революционная молодежь (письмо из провинции)». Вскоре им была опубликована на идише серия публицистических статей. В 1907 году его первые стихотворения появились в литературных журналах Варшавы.
C 13 мая по 1 июня 1907 года под псевдонимом «Брохес» как делегат с правом решающего голоса от Витебской районной организации «Бунда» Б. Н. Чёрный (так в протоколах съезда) участвовал в работе 5-го (Лондонского) съезда РСДРП. На съезде он выступал на 3-м заседании по предложениям по регламенту, на 5-м — в прениях по вопросу о порядке дня съезда и на 27 заседании по поправке к резолюции об отношении к буржуазным партиям.
К концу 1907 года ситуация изменилась, реакция брала верх, и под угрозой ареста Владек пришёл к выводу, что эмиграция в Соединенные Штаты была бы для него наилучшим выходом. В 1908 году он уехал из Европы в Северную Америку, и, пройдя через остров Эллис (американские «ворота» для многочисленных эмигрантов из Европы), он начал погружаться в изучение американской истории и культуры.

### Американская политическая деятельность
В Америке Владек использовал свой предыдущий опыт оратора, много путешествуя в течение четырёх лет и читая публичные лекции на различные социальные, политические и экономические темы.
В США Владек опубликовал в ежемесячнике «Цукунфт» серию очерков «Киндер фун фолк» («Дети народа», 1908), стихи, поэмы, драму «Мойше рабейну», критические эссе об идишской литературе, биографии известных людей, рассказы и политические статьи. Он также сотрудничал с социалистическими идишскими изданиями: «Дер арбетер» (1909, Нью-Йорк), «Идише арбетер велт» (1908—1918, Чикаго), «Дер идишер социалист» и «Ди найе велт» (1915—1918, Нью-Йорк). В 1910 году Владек редактировал газету «Дос театер-блат». 
Начиная с 1910 года, он регулярно публиковался в социалистической газете «Форвертс» («The Jewish Daily Forward») и в 1912—1916 годах был главой её бюро в Филадельфии. Одновременно Борух Владек учился в Педагогическом колледже Пенсильванского университета. В 1915 году получил гражданство США, а в следующем году вернулся в Нью-Йорк и устроился в центральную редакцию «Форвертс». В 1917 году под его редакцией вышла антология «Фун дер тифениш фун харцн» («Из глубины сердец» — песни борьбы и мужества), в которую вошли фрагменты из произведений на русском, немецком, французском, английском, старом и новом языке идиш с комментариями и сведениями о выдающихся литераторах. В 1918 году он стал менеджером (управляющим делами) газеты и оставался на этой должности до своей смерти в 1938 году. Он также был членом Национального пресс-клуба.
Владек оставался левым активистом, переводил и издавал на идиш произведения социалистических авторов, ратовал против изоляции еврейского рабочего движения и за объединение еврейских трудящихся с другими борющимися группами населения. При расколе социалистического движения на противников и сторонников большевизма встал на сторону первых, при этом был убеждён в необходимости создания в США сильной независимой социалистической партии. 
В 1917 году был избран в Совет олдерменов Нью-Йорка как член Социалистической партии Америки. Он потерпел поражение в 1921 году, но был переизбран в 1937 году в недавно сформированный городской совет Нью-Йорка, баллотируясь от Американской Лейбористской партии. Владек также был пионером в программах строительства государственного жилья для жителей с низкими доходами, и в 1934 году мэр Фьорелло Ла Гуардия назначил его членом Жилищного управления Нью-Йорка.
Сотрудничал в Исполнительном комитете YIVO и с 1929 года возглавлял американский филиал организации ОРТ, неоднократно выезжал за пределы Соединённых Штатов, в 1936 году совершил турне по европейским странам, побывав также в Советском Союзе и подмандатной Палестине (Эрец-Исраэль). В 1930-х годах провёл ряд международных кампаний — как по защите интересов еврейских ремесленников и работниц швейной промышленности в Европе и США, так и против фашизма и нацизма.
В 1933 году Владек заложил основу для Еврейского комитета труда (JLC), который был сформирован для противодействия подъёму нацизма в Германии еврейскими профсоюзными деятелями, социалистами и родственными им группами и отдельными лицами. В феврале следующего года в Нижнем Ист-Сайде Нью-Йорка состоялся учредительный съезд JLC; Владек был президентом организации с момента её создания и до своей смерти. В 1933 году на съезде федерации труда он вместе с лидерами еврейских профсоюзов сумел убедить Американскую федерацию труда поддержать национальный бойкот немецких товаров.

### Смерть и наследие
Владек умер 30 октября 1938 года в возрасте 52 лет от коронарного тромбоза. Его похоронная процессия, прошедшая через Нижний Ист-Сайд и завершившаяся у здания Форвард, собрала 500 000 человек, пришедших с ним проститься. Среди выступавших на заупокойной службе были губернатор Герберт Лема, мэр Фиорелло Ла Гуардиа, сенатор Роберт Ф. Вагнер и лидер социалистов Норман Томас. Архив Владека поступил в библиотеку Тамимент Нью-Йоркского университета.
Сегодня проект государственного жилищного строительства Vladeck Houses в Нижнем Ист-Сайде Манхэттена носит его имя, как и близлежащий «Vladeck Park». Объединенный жилищный кооператив в Бронксе содержит лекционный зал под названием Vladeck Hall.
Его сын Стивен К. Владек (1920—1979) стал адвокатом по гражданскому праву, а его невестка — известный юрист по трудовым спорам Джудит Владек (1923—2007).